# Enrico Bovone
Enrico Bovone, né le 30 mars 1946, à Novi Ligure, en Italie et décédé le 2 mai 2001, à Sovicille, en Italie, est un ancien joueur italien de basket-ball. Il évolue durant sa carrière au poste de pivot.

## Palmarès
- Coupe des coupes 1967